# فصل فراموشی فریبا
فصل فراموشی فریبا فیلمی به کارگردانی عباس رافعی و نویسندگی علی اصغری و تهیه‌کنندگی عباس رافعی ساخته سال ۱۳۹۲ است.
| قسمت                     | نامزد     | نتیجه  | جایزه        |
| ------------------------ | --------- | ------ | ------------ |
| بهترین بازیگر نقش اول زن | ساره بیات | کاندید | سیمرغ بلورین |

## خلاصه داستان
فیلم روایت داستان زنی است که گذشته نامتعارفش سایه بر روی زندگی عاشقانه اش انداخته و تلاش وی برای فرار از این گذشته سرنوشت نافرجامی را برای او رقم می‌زند .

## بازیگران
- ساره بیات
- امین زندگانی
- سحر عبدالهی
- فریبا آهنگ
- هومن کیایی
- شهین تسلیمی
- مرجان سپهری
- علیرضا عصار
- شهاب حسینی
- مهدی محتشمی